# Dave Graham
David Ethan Graham, dit Dave Graham, né le 10 novembre 1981 dans le Maine aux États-Unis, est un grimpeur professionnel. Il est réputé pour la difficulté de ses ascensions en escalade libre et en bloc, et est l'un des grimpeurs les plus forts de sa génération. Il participe au développement de nombreux sites d'escalade et il a réalisé l'ouverture d'un grand nombre de blocs au plus haut niveau.
Il est aussi connu pour sa position contre l'inflation des cotations en escalade. Depuis plusieurs années, de nombreux débats se sont ouverts à propos des réalisations dans le 8e degré en bloc et Graham essaie, comme quelques autres grimpeurs professionnels, de redéfinir plus clairement les limites des différents niveaux de ce degré de difficulté.

## Biographie

### De 1997 à 2000, les débuts à Rumney
Né en 1981 dans le Maine, l'un des États les plus plats des États-Unis, Dave Graham ne débute l'escalade qu'en 1997, à l'âge de 16 ans, avec un de ses amis de l'équipe de ski dont il fait partie. Malgré ses débuts tardifs, il progresse très rapidement. Après deux mois seulement, il réussit sa première ascension cotée 7a+/5.12a, cinq mois plus tard il réalise une voie cotée 7c+/5.13a et après à peine un an d'escalade au total, il réalise The Present, une voie ouverte par Boone Speed et cotée 8b+/5.14a. Avec Joe Kinder et Luke Parady, Dave Graham défriche le secteur de Rumney dans le New Hampshire et y réalise la première ascension de China Beach (8c/5.14b), Jaws (8c+/5.14c) et Livin' Astro (8c+/5.14c). C'est à cette époque qu'il se fait connaître dans le milieu de l'escalade. En 2000, il atteint le neuvième degré en réalisant la première ascension de The Fly (9a/5.14d), toujours à Rumney. Pendant un peu moins de quatre ans, Graham progresse à une vitesse effrénée, et devient un des meilleurs grimpeurs des États-Unis, mais cet avis n'est pas partagé par tous et certains médias n'hésitent pas à le considérer comme le pire grimpeur des États-Unis en se basant sur des points de vue subjectifs comme son apparence ou son style de vie.

### De 2000 à 2007, les voyages en Europe
Quelques mois après sa réalisation de The Fly, Dave Graham quitte les États-Unis et va en Europe pour y répéter certaines des voies et blocs les plus durs du monde. Il pratique alors l'escalade comme grimpeur itinérant en voyageant de pays en pays, se considérant lui-même comme un gitan. En mai 2001, alors qu'il est de passage dans le Frankenjura en Allemagne, il s'attaque à Action Directe, la première voie cotée 9a, ouverte dix ans auparavant par Wolfgang Güllich. Après seulement sept jours d'essais et sans aucun entrainement spécifique, Graham réalise la quatrième ascension de la voie, ce qui constitue un record pour l'époque. Güllich était même allé jusqu'à fabriquer un système d'entrainement uniquement pour cette réalisation : le pan Güllich. En 2002, Graham réalise la 3e ascension de Dreamtime, le premier bloc coté 8C, puis rabaissé à 8B+ après une longue polémique sur l'existence de prises taillées dans la roche afin de faciliter son ascension,. Dave estime sa cotation à 8B+ en précisant qu'il pense faire partie des quatre grimpeurs ayant fait l'ascension avant le taillage des prises. En avril 2003, il réussit l'ascension de New Base Line à Magic Wood et évalue sa cotation à 8C facile.
En janvier 2005, il réalise la première ascension de The Story of 2 Worlds, il lui attribue une cotation de 8C en précisant que c'est clairement le bloc le plus dur qu'il ait fait jusqu'ici et propose d'en faire le nouveau standard à ce niveau de difficulté. Deux mois plus tard, il fait la première ascension de From Dirt Grows The Flower, qu'il cote aussi 8C. Avec ces deux blocs proposé à une cotation de 8C, il prend position face à l'inflation des cotations dans le milieu de l'escalade et plus particulièrement dans le bloc. En effet, à la fin des années 1990, plusieurs blocs avaient été proposés à 8C, mais nombre d'entre eux voient leur cotation rabaissée au fil des années. Graham, qui a lui-même répété certains de ces blocs comme Dreamtime ou New Base Line, propose de les décoter et modifie leur évaluation à 8B+ de sa feuille de score sur le site 8a.nu. En avril 2005, il répète Bain de Sang (9a), ouvert en 1993 par Fred Nicole à St-Loup en Suisse. L'ascension ne lui demande que trois essais et il propose de décoter la voie à 8c+, ce qui provoque une polémique de plus sur la cotation, principalement due au fait que cette voie était jusqu'ici considérée comme le premier 9a féminin.
En 2006 et 2007, Dave fait plusieurs voyages en Espagne, lors desquels il répète A Muerte' (9a), Esclatamasters (9a) et Los Borrachos Del Mascun (8c+). De plus, lors d'une visite à Rodellar avec Dani Andrada, il fait quelques essais dans la grotte où se situe Ali-Hulk sit start extension, une voie cotée 9b ouverte en 2006 par Andrada, et réussit la version standard : Ali-Hulk (9a). Mais c'est surtout en France qu'il se distingue, avec l'ascension de Biographie (9a+). Depuis 2001 lors de la première ascension de la voie par son compatriote Chris Sharma, qu'il assurait à ce moment-là, il essayait vainement de la réaliser. C'est la deuxième voie cotée 9a+ qu'il réalise après Coup de Grâce en 2005, un autre 9a+ dans le canton du Tessin en Suisse.

### À partir de 2008, le bloc à haut niveau
Durant les années suivantes, Dave Graham se concentre principalement sur l'escalade de bloc. Entre janvier 2008 et avril 2012, il réalise 159 ascensions entre le 8A et le 8C, dont 53 premières ascensions. Il fait notamment les ascensions de Crook by the Book (8B+), de Warrior Up (8C) et les premières de The Island (8C) et Big Paw (8C).

## Personnalité et style
À l'inverse de son compatriote Chris Sharma, cultivant une approche zen de l'escalade, Dave Graham est un grimpeur expansif et en perpétuelle excitation. Boulimique d'escalade, il est capable de passer des jours entiers à grimper et à tenter des essais dans des voies jusqu'à l'acharnement. Excepté en bloc, il n'ouvre que très peu, se contentant souvent de répéter des voies déjà réalisées par d'autres grimpeurs. Il est d'ailleurs l'un des répétiteurs les plus prolifiques des dernières années. Exclusivement grimpeur outdoor, il n'a jamais réalisé d'entraînement sérieux sur structure artificielle contrairement à de nombreux grimpeurs de la nouvelle génération.
Dave est un grimpeur filiforme particulièrement réputé pour la force de ses doigts, et sa capacité à tenir sur les prises les plus petites. De par son statut de répétiteur, il est l'une des références en matière de cotation extrême. Sa propension à décoter certaines voies est liée à sa volonté de « combattre » l'inflation des cotations en escalade.

## Ascensions remarquables

### En bloc
À 39 ans, Dave Graham a enchaîné en escalade de bloc le nombre impressionnant de 471 blocs dans le huitième degré dont 110 premières ascensions. Parmi ces nombreuses réalisations, il compte 7 blocs coté 8C et 38 coté 8B+. Il a notamment fait l'ascension de Dreamtime (8B+), Radja (8B+), The Island (8C) ou encore The Story Of 2 Worlds (8C) qui est admis comme la référence à ce niveau de cotation.
| Nom                         | Site                   | Date             | Commentaires       |
| --------------------------- | ---------------------- | ---------------- | ------------------ |
| Paint It Black              | RMNP, États-Unis       | 28 avril 2012    | [ 21 ]             |
| The Ice Knife               | RMNP, États-Unis       | 18 octobre 2011  | Première ascension |
| Warrior Up                  | Mont Evans, États-Unis | 4 septembre 2010 | [ 17 ]             |
| Big Paw                     | Chironico, Suisse      | 27 novembre 2008 | Première ascension |
| The Island                  | Fontainebleau, France  | 7 avril 2008     | Première ascension |
| From Dirt Grows The Flowers | Chironico, Suisse      | 7 mars 2005      | Première ascension |
| The Story Of 2 Worlds       | Cresciano, Suisse      | 9 janvier 2005   | Première ascension |
| Roadkill                    | Val Bavona, Suisse     | 20 Décembre 2021 | -                  |

| Nom                        | Site                           | Date              | Commentaires       |
| 2012                       | 2012                           | 2012              | 2012               |
| -------------------------- | ------------------------------ | ----------------- | ------------------ |
| The Grey                   | Wild Basin, États-Unis         | 27 avril 2012     | Première ascension |
| Blood of a Young Wolf      | Hueco Tanks, États-Unis        | 9 mars 2012       | Première ascension |
| Neon Desert                | Hueco Tanks, États-Unis        | 29 avril 2012     | Première ascension |
| 2010-2011                  |                                |                   |                    |
| Memory is Parallax         | Elkland, États-Unis            | 31 décembre 2011  | [ 25 ]             |
| Occam's Razor              | Grampians, Australie           | 13 septembre 2011 | [ 26 ]             |
| Glow in the Dark Estrellas | RMNP, États-Unis               | 3 mai 2011        | Première ascension |
| Crook by the Book          | Hueco Tanks, États-Unis        | 8 mars 2011       | [ 28 ]             |
| Vanilla Sky                | Mont Evans, États-Unis         | 21 septembre 2010 | Première ascension |
| We Can Build You           | Mont Evans, États-Unis         | 16 septembre 2010 | Première ascension |
| Let the Right One In       | Mont Evans, États-Unis         | 30 août 2010      | [ 31 ]             |
| Evil Backwards             | Mont Evans, États-Unis         | 6 juillet 2010    | [ 32 ]             |
| 2008-2009                  |                                |                   |                    |
| Big Worm                   | Mont Evans, États-Unis         | 3 juin 2009       | Première ascension |
| The Beach                  | Moe's Valley, États-Unis       | 5 avril 2009      | -                  |
| The Bitter End             | Fionnay, Suisse                | 16 juillet 2008   | [ 34 ]             |
| Kheops Assis               | Fontainebleau, France          | 25 mars 2008      | [ 35 ]             |
| Lost in the Hood           | Cowell, États-Unis             | 28 février 2008   | Première ascension |
| Wood Grain Grippin'        | Arkansas, États-Unis           | 13 février 2008   | Première ascension |
| Midnight Express           | Boulder Canyon, États-Unis     | 14 janvier 2008   | [ 38 ]             |
| 2005-2007                  |                                |                   |                    |
| Scarred for Life           | Fionnay, Suisse                | 13 septembre 2006 | Première ascension |
| Techo de los tres          | Hueco Tanks, États-Unis        | 6 février 2006    | -                  |
| Terre de Sienne            | Hueco Tanks, États-Unis        | 1er février 2006  | -                  |
| Esperanza                  | Hueco Tanks, États-Unis        | 20 janvier 2006   | -                  |
| The Swarm                  | Bishop, États-Unis             | 15 décembre 2005  | -                  |
| Mandala                    | Bishop, États-Unis             | 7 décembre 2005   | -                  |
| Echale                     | Clear Creek Canyon, États-Unis | 29 novembre 2005  | -                  |
| Kings of Sonlerto          | Chironico, Suisse              | 11 novembre 2005  | Première ascension |
| Radja                      | Branson, Suisse                | 25 octobre 2005   | -                  |
| Deep Throat                | Magic Wood, Suisse             | 13 septembre 2005 | Première ascension |
| Confessions                | Cresciano, Suisse              | 14 avril 2005     | Première ascension |
| 2000-2004                  |                                |                   |                    |
| The Dagger                 | Cresciano, Suisse              | 19 décembre 2004  | -                  |
| Collateral                 | Chironico, Suisse              | 10 décembre 2004  | -                  |
| Bhai Bon                   | Siurana, Espagne               | 2004              | -                  |
| Sur Le fil                 | Switz, Suisse                  | 30 août 2003      | -                  |
| New Base Line              | Magic Wood, Suisse             | 26 avril 2003     | -                  |
| The Book of Bitter         | Bradley, États-Unis            | 15 janvier 2003   | Première ascension |
| Lonely Low Lifestyle       | Sustenpass, Suisse             | 25 juin 2002      | Première ascension |
| Dreamtime                  | Cresciano, Suisse              | 30 janvier 2002   | [ 7 ]              |
| The Fly                    | Cresciano, Suisse              | 1er avril 2000    | Première ascension |

Les informations pour les ascensions proviennent de la feuille de réalisations en bloc de Dave Graham sur le site de 8a.nu

### En falaise
En falaise, il a aussi réalisé 12 ascensions dans le neuvième degré, dont 2 cotées 9a+ ainsi que 38 voies cotées 8c+ et 63 dans le 8c, pour un total de 400 entre le 8a et le 9a+.
| Nom                          | Site              | Date           | Commentaires |
| ---------------------------- | ----------------- | -------------- | ------------ |
| Ali Hulk Extension Sit Total | Rodellar, Espagne | 6 octobre 2020 | -            |

| Nom           | Site                     | Date            | Commentaires       |
| ------------- | ------------------------ | --------------- | ------------------ |
| Biographie    | Céüse, France            | 30 juillet 2007 | ,                  |
| Coup de Grâce | Canton du Tessin, Suisse | 8 novembre 2005 | Première ascension |

| Nom            | Site                   | Date              | Commentaires        |
| -------------- | ---------------------- | ----------------- | ------------------- |
| Chocholoco     | Carros, France         | 14 octobre 2009   | [ 40 ]              |
| Abyss          | Gorges du Loup, France | 3 octobre 2009    | [ 40 ]              |
| Kryptonite     | Rifle, États-Unis      | 14 septembre 2008 | [ 41 ]              |
| Bunda Ju Fora  | Acephale, Canada       | 6 septembre 2007  | ,                   |
| Ali-Hulk       | Rodellar, Espagne      | 27 juin 2007      | -                   |
| Esclatamasters | Perles, Espagne        | 8 mars 2007       | -                   |
| A Muerte       | Siurana, Espagne       | 7 décembre 2006   | -                   |
| Bain de Sang   | St-Loup, Suisse        | 13 avril 2005     | -                   |
| Psychedelic    | St George, États-Unis  | 18 novembre 2001  | Première ascension, |
| Action Directe | Frankenjura, Allemagne | 21 mai 2001       | -                   |

Les informations pour les ascensions proviennent de la feuille de réalisations en falaise de Dave Graham sur le site de 8a.nu

## Parraineurs
Dave Graham est parrainé par Five Ten pour les chaussures d'escalade, Eastern Mountain Sports et par Petzl et Béal pour le matériel d'escalade.

## Filmographie
- (en) Dosage Vol. I, de Big UP Productions (prod.) et de Josh  Lowell (réal.), 11 février 2002, DVD [présentation en ligne]
- (en) Dosage Vol. II, de Big UP Productions (prod.) et de Josh  Lowell (réal.), 2004, DVD [présentation en ligne]
- (en) Dosage Vol. III, de Big UP Productions (prod.) et de Josh  Lowell (réal.), 2005, DVD [présentation en ligne]
- (en) Dosage Vol. IV, de Big UP Productions (prod.) et de Josh  Lowell (réal.), 25 septembre 2006, DVD [présentation en ligne]
- (en) Dosage Vol. V, de Big UP Productions (prod.) et de Josh  Lowell (réal.), 15 septembre 2008, DVD [présentation en ligne]
- (en) The Players, de BS Productions (prod.) et de Brian  Solano (réal.), 2010, DVD [présentation en ligne]

### Vidéos
1. ↑  (en) [vidéo] « Biographie (9a+) », sur YouTube
2. ↑  (en) [vidéo] Bunda Ju Fora (9a) sur Vimeo
3. ↑  (en) [vidéo] « Psychedelic (9a) », sur YouTube